# Alicia (Zamboanga Sibugay)
Alicia è una municipalità di quarta classe delle Filippine, situata nella Provincia di Zamboanga Sibugay, nella regione della Penisola di Zamboanga.
Alicia è formata da 27 baranggay:
- Alegria
- Bagong Buhay
- Bella
- Calades
- Concepcion
- Dawa-dawa
- Gulayon
- Ilisan
- Kapatagan
- Kauswagan
- Kawayan
- La Paz
- Lambuyogan
- Lapirawan

- Litayon
- Lutiman
- Milagrosa (Baluno)
- Naga-naga
- Pandan-pandan
- Payongan
- Poblacion
- Santa Maria
- Santo Niño
- Talaptap
- Tampalan
- Tandiong Muslim
- Timbang-timbang